# 의류관리기

LG 트롬 스타일러

의류관리기(衣類管理機)는 의류의 구김을 펴주고, 냄새를 빼주며 살균해주는 가전 제품이다. 보통 의류관리기는 구김과 냄새 제거 외에 저온 제습, 먼지 제거 기능을 포함하고 있어서 건조기의 기능을 일부 수행하기도 한다.

## 의류관리기 제조사
- 파세코: 국내 최초
- LG전자: 스타일러(Styler)
- 삼성전자: 에어드레서(AirDresser)
- 코웨이: 의류청정기